# 軽水
軽水（けいすい）とは、水の別称、及び、一部の成分の名称。どちらを指すかは、文脈で判断する必要がある。

## 概要
普通の水のことを指す言葉であるが、重水素から構成される分子を含み、通常の水より密度が高い水（重水）に対して、普通の水を特に区別して軽水と呼ぶ場合がある。
また、水素の質量数1の同位体（軽水素）と、酸素の質量数16の同位体とだけから出来ている1H216O分子からなる水を特に軽水と呼ぶ場合もある。この場合天然水（天然同位体比の水）のうち軽水の占める割合は99.74 %である。
天然の水から重水だけを分離することは比較的容易であるが、重水を完全に取り除くのは難しいため、実際には重水を少量含む天然の水（普通の水）を軽水と呼ぶことが多い。

## 原子力分野における区別の必要性
軽水は熱中性子に対する吸収断面積 (σ = 0.644) が大きいため中性子を吸収しやすく、重水 (σ = 0.001) は吸収しにくいという異なった性質があるため、原子力の分野では区別されて扱われる。